# Apium bermejoi
Apium bermejoi  (лат.) — вид двудольных растений рода Сельдерей (Apium) семейства Зонтичные (Apiaceae). Растение впервые описано ботаником Л. Льоренсом в 1982 году.
Синонимичное название — Helosciadium bermejoi (L. Llorens) Popper & M.F. Watson.

## Распространение, описание
Apium bermejoi — узкоареальный эндемик Балеарских островов (Испания), распространённый в северо-восточной части острова Менорка, на высоте около 200 м. Существуют две субпопуляции, изолированные друг от друга скалистой зоной; генетически представители этих субпопуляций отличаются.
Многолетнее травянистое растение высотой 1—4 см. Цветки 2,5 мм в диаметре. Терофит.
Произрастает на кислой почве и в руслах водотоков. Размножается семенами и вегетативно.

## Замечания по охране
Численность экземпляров снижается. Вид считается находящимся на грани исчезновения («critically endangered») согласно данным Международного союза охраны природы. В последнее время было обнаружено только 98 экземпляров растения на общей площади всего несколько десятков квадратных метров, в некоторые годы численность снижалась до 60. Среди основных угроз — очень неустойчивая среда обитания, невыдерживание конкуренции с другими завезёнными видами (такими как карпобротус съедобный), вытаптывание местными жителями и туристами.